# Nitruro de calcio
El nitruro de calcio es un compuesto químico. Su fórmula química es Ca3N2. Contiene iones de calcio y nitruro.

## Propiedades
Es un sólido de color rojo-marrón. Reacciona con el agua para producir hidróxido de calcio y amoníaco. Reacciona con hidrógeno para producir hidruro de calcio y amida de calcio.

## Preparación
Se produce quemando calcio en nitrógeno. También se produce cuando el calcio se quema en el aire.

## Usos
Se puede utilizar como fuente de iones de nitruro reactivos.